# Мартін Меленберґ
Мартін Меленберґ (нім. Martin Meulenberg; 30 жовтня 1872, Гілленсберг — 3 серпня 1941, Рейк'явік) — німецький католицький єпископ, перший католицький єпископ Ісландії з часів Реформації.

## Життєпис
Мартін Меленберґ народився 30 жовтня 1872 року в Гілленсберзі. Вступив до ордену Монфортанців (Товариство Марії). 12 червня 1923 року Папа Пій XI призначив його Апостольським префектом Ісландії, а 30 травня 1929 року — Апостольським вікарієм і титулярним єпископом Лунди. Незабаром через місяць 28 червня 1929 року було йому надано титулярний осідок давньої ісландської дієцезії Гоулара.
Він був першим високопоставленим католицьким прелатом в Ісландії з часів Реформації. Єпископські свячення відбулися 25 липня 1929 року в катедральному храмі Христа Царя в Рейк'явіку. Свячення уділив кардинал Віллем Марінус ван Россум, префект Конгрегації Пропаганди Віри, а співсвятителями були Йозеф Людвіґ Бремс, апостольський вікарій Данії і Йоганн Еванґеліст Мюллер, апостольський вікарій Швеції.
Єпископ Мартін Меленберґ помер 3 серпня 1941 року у віці 68 років. Похований на цвинтарі катедри Христа Царя в Рейк'явіку.